# Großer Preis der USA 2018
Der Große Preis der USA 2018 (offiziell Formula 1 Pirelli 2018 United States Grand Prix) fand am 21. Oktober auf dem Circuit of The Americas in Austin statt und war das 18. Rennen der Formel-1-Weltmeisterschaft 2018.

## Bericht

### Hintergründe
Nach dem Großen Preis von Japan führte Lewis Hamilton in der Fahrerwertung mit 67 Punkten vor Sebastian Vettel und mit 124 Punkten vor Valtteri Bottas. Nur noch Hamilton und Vettel hatten Chancen auf den Weltmeistertitel. In der Konstrukteurswertung führte Mercedes mit 78 Punkten vor Ferrari und mit 219 Punkten vor Red Bull Racing. Nur noch Mercedes und Ferrari konnten Konstrukteursweltmeister werden.
Beim Großen Preis der USA stellte Pirelli den Fahrern die Reifenmischungen P Zero Soft (gelb), P Zero Supersoft (rot), P Zero Ultrasoft (violett) sowie für Nässe Cinturato Intermediates (grün) und Cinturato Full-Wets (blau) zur Verfügung.
Es gab erneut zwei DRS-Zonen, wovon eine im Vergleich zum Vorjahr leicht verändert wurde. Die erste Zone befand sich auf der Gegengeraden und begann 250 Meter (statt wie zuvor 320 Meter) nach Kurve elf, der Messpunkt lag 150 Meter nach Kurve zehn. Die zweite DRS-Zone befand sich auf der Start-Ziel-Geraden und begann 80 Meter nach der letzten Kurve. Der Messpunkt befand sich 65 Meter nach Kurve 18.
Max Verstappen (acht), Marcus Ericsson, Romain Grosjean (jeweils sieben), Lance Stroll (sechs), Nico Hülkenberg (fünf), Pierre Gasly, Brendon Hartley, Sergio Pérez, Sergei Sirotkin (jeweils vier), Kevin Magnussen, Vettel (jeweils drei), Bottas, Esteban Ocon, Kimi Räikkönen, Daniel Ricciardo, Carlos Sainz jr. (jeweils zwei), Fernando Alonso und Stoffel Vandoorne (jeweils einer) gingen mit Strafpunkten ins Wochenende.
Mit Hamilton (sechsmal) und Vettel (einmal) traten zwei ehemalige Sieger zu diesem Grand Prix an. Hamilton gewann das Rennen dabei einmal, als es 2007 auf dem Indianapolis Motor Speedway ausgetragen wurde.
Rennkommissare waren Silvia Bellot (ESP), Dennis Dean (USA), Gerd Ennser (DEU) und Derek Warwick (GBR).

### Training
Das verregnete erste freie Training am Freitagvormittag dauerte 90 Minuten. In diesem Training übernahm Lando Norris den McLaren von Vandoorne und Sean Gelael den Toro Rosso von Hartley. Zudem sollte Nicholas Latifi anstelle von Ocon in dessen Force India sitzen, jedoch entschied der Rennstall sich kurz vor der Einheit um, sodass doch Ocon das Training absolvierte. Dieses musste unterbrochen werden, nachdem Charles Leclerc mit seinem Sauber ausgeritten war und im Anschluss daran die Strecke verdreckt hatte. Etwa zeitgleich hatte auch Vettel mit seinem Ferrari die Strecke verlassen. In 1:47,502 Minuten fuhr Hamilton mit seinem Mercedes die schnellste Runde. Er hatte dabei einen Vorsprung von über 1,3 Sekunden auf Teamkollege Bottas, der den zweiten Platz belegte. Mit einem Rückstand von 0,041 Sekunden auf Bottas wurde Red-Bull-Pilot Verstappen Dritter.
Für das ebenfalls verregnete und 90-minütige zweite freie Training am Nachmittag kehrten Vandoorne und Hartley in ihre Cockpits zurück. Die Haas-Piloten Grosjean und Magnussen, Mercedes-Fahrer Bottas und Red-Bull-Fahrer Ricciardo verzichteten auf eine Teilnahme an dieser Einheit. Zudem fuhr Sainz jr. mit seinem Renault nur zwei nicht gezeitete Runden. Wie schon am Vormittag fuhr Hamilton die schnellste Runde, dieses Mal in 1:48,716 Minuten. Damit war die schnellste Runde über eine Sekunde langsamer als am Vormittag. Zweiter wurde Gasly im Toro Rosso vor Verstappen im Red Bull.
Im 60-minütigen dritten freien Training am Samstagvormittag erzielte Vettel mit seinem Ferrari in 1:33,797 Minuten die schnellste Runde vor Teamkollege Räikkönen und Hamilton. Es war die erste Session des Wochenendes, die im Trockenen stattfand.

### Qualifying
Wie üblich fand auch dieses Qualifying dreigeteilt statt. Im ersten Segment (Q1) hatten die Fahrer 18 Minuten Zeit, eine Rundenzeit zu erzielen, die maximal 107 Prozent der schnellsten Rundenzeit betrug, um sich für den Grand Prix zu qualifizieren. Keiner scheiterte an dieser Hürde. Die schnellsten 15 Fahrer erreichten den zweiten Teil. Die McLaren-Piloten Vandoorne und Alonso, die Williams-Piloten Stroll und Sirotkin sowie Sauber-Pilot Ericsson schieden aus. Verstappen fuhr in Kurve 15 über einen Curb. Dabei brach die rechte Hinterradaufhängung an seinem Fahrzeug. Da er zu diesem Zeitpunkt bereits eine ausreichend schnelle Rundenzeit erzielt hatte, erreichte er trotzdem den zweiten Teil des Qualifyings, zu dem er aufgrund des Schadens aber nicht mehr antreten konnte. Hamilton fuhr in 1:34,130 Minuten die schnellste Runde im ersten Segment.
Im zweiten Teil (Q2), der 15 Minuten dauerte, fuhren die Piloten um den Einzug in das dritte Segment. Dieses erreichten die ersten zehn Fahrer. Die im Q1 erzielten Zeiten zählten hierbei nicht. Neben Verstappen nahmen auch die Toro-Rosso-Piloten Hartley und Gasly nicht am Q2 teil und schieden damit ebenso aus wie Magnussen im Haas und Sainz jr. im Renault. In 1:32,884 Minuten fuhr Räikkönen im Ferrari die schnellste Runde.
Wie zuvor wurden für das dritte Segment (Q3) die bis dahin erzielten Zeiten nicht gewertet. In 1:32,237 Minuten gewann Hamilton die Pole-Position vor Vettel und Räikkönen. Für Hamilton war es die 81. Pole-Position in der Formel-1-Weltmeisterschaft.
Da Vettel im ersten freien Training unter der von Leclerc verursachten roten Flagge zu schnell gefahren war, wurde er um drei Startplätze nach hinten versetzt, sodass Räikkönen und der dahinter platzierte Bottas auf die Startplätze zwei und drei vorrückten.

### Rennen
Beim Start übernahm Räikkönen in der ersten Kurve die Führung von Hamilton. Im Verlauf der ersten Runde kam es zu mehreren Zwischenfällen. Zunächst kollidierte der Williams von Stroll mit dem McLaren von Alonso, für den das Rennen damit beendet war. Für das Verursachen der Kollision erhielt Stroll eine Durchfahrtsstrafe. Kurz darauf berührten sich die Fahrzeuge von Grosjean und Leclerc. Auch für Grosjean war das Rennen zu Ende. Außerdem drehte sich Vettel im Zweikampf mit dem direkt vor ihm gestarteten Ricciardo und fiel auf Platz 17 zurück. Zudem erhielt Sainz jr. eine Fünf-Sekunden-Zeitstrafe, nachdem er sich in Kurve eins mit dem Verlassen der Strecke einen Vorteil verschafft hatte. Diese Strafe hatte er beim ersten Boxenstopp abzusitzen.
Räikkönen führte nach der ersten Runde vor Hamilton, Bottas, Ricciardo sowie den Renault-Piloten Hülkenberg und Sainz jr. In der achten Runde stellte Ricciardo seinen Red Bull mit einem Motorschaden am Streckenrand ab. Damit verursachte er zur Entfernung seines Boliden ein virtuelles Safety Car. Diese Phase nutzte Hamilton, um an der Box von der Reifenmischung Supersoft auf Soft zu wechseln. Er kam hinter Bottas als Dritter auf die Strecke zurück, verlor hierdurch aber nur wenig Zeit auf Räikkönen. In der 13. Runde ließ Bottas seinen Teamkollegen passieren, der daraufhin seinen Rückstand auf Räikkönen massiv reduzierte. Dahinter hatten sich der von Position 18 gestartete Verstappen und Vettel zwischenzeitlich auf den vierten beziehungsweise fünften Platz vorgearbeitet.
In der 21. Runde kam es zur Attacke von Hamilton auf Räikkönen, der jedoch unmittelbar darauf an die Box kam, um von Ultrasoft auf Soft zu wechseln. Hamilton übernahm damit die Führung, Räikkönen fiel auf den fünften Rang zurück. In den beiden darauffolgenden Runden wechselten Verstappen von Soft auf Supersoft und Bottas von Supersoft auf Soft. In der 26. Runde fuhr Vettel als letzter Fahrer aus der Spitzengruppe die Box an und wechselte ebenfalls von Supersoft auf Soft. Zuvor hatte er Teamkollege Räikkönen passieren lassen.
In der Folge verringerte der zweitplatzierte Räikkönen kontinuierlich seinen Rückstand auf den führenden Hamilton, der im 37. Umlauf zu seinem zweiten Stopp an die Box kam. An seinem Fahrzeug wurde ein weiterer Satz der Reifenmischung Soft montiert. Er verlor die Führung damit wieder an Räikkönen und fiel auf Platz vier zurück. Teamkollege Bottas ließ ihn wenig später erneut passieren. Zwischen Räikkönen und Hamilton lag inzwischen Verstappen auf Platz zwei. Verstappen und Hamilton waren in der Schlussphase schneller als Räikkönen, jedoch blieb es bei dieser Reihenfolge.
Somit gewann Räikkönen das Rennen vor Verstappen und Hamilton. Es war sein erster Grand-Prix-Sieg seit dem Großen Preis von Australien 2013 und zugleich der letzte in seiner Formel-1-Karriere. Die restlichen Punkteplatzierungen belegten Vettel, Bottas, Hülkenberg, Sainz jr., Pérez, Hartley und Ericsson. In 1:37,392 Minuten fuhr Hamilton die schnellste Rennrunde. Ursprünglich beendete Ocon das Rennen als Achter und Magnussen als Neunter. Nach dem Rennen wurden die beiden allerdings disqualifiziert, Ocon wegen Überschreitung des Kraftstoffflussgrenzwertes und Magnussen wegen zu hohem Benzinverbrauch während des Rennens, sodass Hartley und Ericsson aufrückten.
In der Fahrerwertung konnte Hamilton seinen Vorsprung gegenüber Vettel ausbauen, neuer Dritter war Räikkönen. In der Konstrukteurswertung blieben die ersten drei Positionen unverändert.

## Meldeliste
| Team                             | Nr. | Fahrer            | Chassis                       | Motor                         | Reifen |
| -------------------------------- | --- | ----------------- | ----------------------------- | ----------------------------- | ------ |
| Mercedes AMG Petronas F1 Team    | 44  | Lewis Hamilton    | Mercedes-AMG F1 W09 EQ Power+ | Mercedes-AMG F1 M09 EQ Power+ | P      |
| Mercedes AMG Petronas F1 Team    | 77  | Valtteri Bottas   | Mercedes-AMG F1 W09 EQ Power+ | Mercedes-AMG F1 M09 EQ Power+ | P      |
| Scuderia Ferrari                 | 05  | Sebastian Vettel  | Ferrari SF71H                 | Ferrari 062 EVO               | P      |
| Scuderia Ferrari                 | 07  | Kimi Räikkönen    | Ferrari SF71H                 | Ferrari 062 EVO               | P      |
| Aston Martin Red Bull Racing     | 03  | Daniel Ricciardo  | Red Bull Racing RB14          | Renault R.E.18                | P      |
| Aston Martin Red Bull Racing     | 33  | Max Verstappen    | Red Bull Racing RB14          | Renault R.E.18                | P      |
| Williams Martini Racing          | 18  | Lance Stroll      | Williams FW41                 | Mercedes-AMG F1 M09 EQ Power+ | P      |
| Williams Martini Racing          | 35  | Sergei Sirotkin   | Williams FW41                 | Mercedes-AMG F1 M09 EQ Power+ | P      |
| Renault Sport F1 Team            | 27  | Nico Hülkenberg   | Renault R.S.18                | Renault R.E.18                | P      |
| Renault Sport F1 Team            | 55  | Carlos Sainz jr.  | Renault R.S.18                | Renault R.E.18                | P      |
| Red Bull Toro Rosso Honda        | 10  | Pierre Gasly      | Scuderia Toro Rosso STR13     | Honda RA618H                  | P      |
| Red Bull Toro Rosso Honda        | 28  | Brendon Hartley   | Scuderia Toro Rosso STR13     | Honda RA618H                  | P      |
| Red Bull Toro Rosso Honda        | 38  | Sean Gelael       | Scuderia Toro Rosso STR13     | Honda RA618H                  | P      |
| Haas F1 Team                     | 08  | Romain Grosjean   | Haas VF-18                    | Ferrari 062 EVO               | P      |
| Haas F1 Team                     | 20  | Kevin Magnussen   | Haas VF-18                    | Ferrari 062 EVO               | P      |
| McLaren F1 Team                  | 02  | Stoffel Vandoorne | McLaren MCL33                 | Renault R.E.18                | P      |
| McLaren F1 Team                  | 14  | Fernando Alonso   | McLaren MCL33                 | Renault R.E.18                | P      |
| McLaren F1 Team                  | 47  | Lando Norris      | McLaren MCL33                 | Renault R.E.18                | P      |
| Alfa Romeo Sauber F1 Team        | 09  | Marcus Ericsson   | Sauber C37                    | Ferrari 062 EVO               | P      |
| Alfa Romeo Sauber F1 Team        | 16  | Charles Leclerc   | Sauber C37                    | Ferrari 062 EVO               | P      |
| Racing Point Force India F1 Team | 11  | Sergio Pérez      | Force India VJM11             | Mercedes-AMG F1 M09 EQ Power+ | P      |
| Racing Point Force India F1 Team | 31  | Esteban Ocon      | Force India VJM11             | Mercedes-AMG F1 M09 EQ Power+ | P      |

Anmerkungen
1. 1 2  Der Toro Rosso mit der Startnummer 38 wurde im ersten freien Training für Gelael eingesetzt. Hartley übernahm das Fahrzeug anschließend für das restliche Rennwochenende mit seiner Startnummer 28.
2. 1 2  Der McLaren mit der Startnummer 47 wurde im ersten freien Training für Norris eingesetzt. Vandoorne übernahm das Fahrzeug anschließend für das restliche Rennwochenende mit seiner Startnummer 2.

## Klassifikationen

### Qualifying
| Pos.                                                                      | Fahrer            | Konstrukteur              | Q1       | Q2         | Q3       | Start |
| ------------------------------------------------------------------------- | ----------------- | ------------------------- | -------- | ---------- | -------- | ----- |
| 01                                                                        | Lewis Hamilton    | Mercedes                  | 1:34,130 | 1:33,480   | 1:32,237 | 01    |
| 02                                                                        | Sebastian Vettel  | Ferrari                   | 1:34,569 | 1:33,079   | 1:32,298 | 05    |
| 03                                                                        | Kimi Räikkönen    | Ferrari                   | 1:34,703 | 1:32,884   | 1:32,307 | 02    |
| 04                                                                        | Valtteri Bottas   | Mercedes                  | 1:34,518 | 1:33,702   | 1:32,616 | 03    |
| 05                                                                        | Daniel Ricciardo  | Red Bull Racing-TAG Heuer | 1:34,755 | 1:34,185   | 1:33,494 | 04    |
| 06                                                                        | Esteban Ocon      | Force India-Mercedes      | 1:34,876 | 1:34,522   | 1:34,145 | 06    |
| 07                                                                        | Nico Hülkenberg   | Renault                   | 1:34,932 | 1:34,564   | 1:34,215 | 07    |
| 08                                                                        | Romain Grosjean   | Haas-Ferrari              | 1:34,892 | 1:34,419   | 1:34,250 | 08    |
| 09                                                                        | Charles Leclerc   | Sauber-Ferrari            | 1:35,069 | 1:34,255   | 1:34,420 | 09    |
| 10                                                                        | Sergio Pérez      | Force India-Mercedes      | 1:35,193 | 1:34,525   | 1:34,594 | 10    |
| 11                                                                        | Carlos Sainz jr.  | Renault                   | 1:34,891 | 1:34,566   | –        | 11    |
| 12                                                                        | Kevin Magnussen   | Haas-Ferrari              | 1:34,972 | 1:34,732   | –        | 12    |
| 13                                                                        | Pierre Gasly      | Scuderia Toro Rosso-Honda | 1:34,850 | keine Zeit | –        | 19    |
| 14                                                                        | Brendon Hartley   | Scuderia Toro Rosso-Honda | 1:35,206 | keine Zeit | –        | 20    |
| 15                                                                        | Max Verstappen    | Red Bull Racing-TAG Heuer | 1:34,766 | keine Zeit | –        | 18    |
| 16                                                                        | Fernando Alonso   | McLaren-Renault           | 1:35,294 | –          | –        | 13    |
| 17                                                                        | Sergei Sirotkin   | Williams-Mercedes         | 1:35,362 | –          | –        | 14    |
| 18                                                                        | Lance Stroll      | Williams-Mercedes         | 1:35,480 | –          | –        | 15    |
| 19                                                                        | Marcus Ericsson   | Sauber-Ferrari            | 1:35,536 | –          | –        | 16    |
| 20                                                                        | Stoffel Vandoorne | McLaren-Renault           | 1:35,735 | –          | –        | 17    |
| 107-Prozent-Zeit: 1:40,719 min (bezogen auf Q1-Bestzeit von 1:34,130 min) |                   |                           |          |            |          |       |

Anmerkungen
1. ↑  Vettel wurde wegen zu schnellen Fahrens unter roter Flagge im ersten freien Training um drei Startplätze nach hinten versetzt.
2. ↑  Gasly startete wegen der Verwendung neuer Antriebsteile vom Ende der Startaufstellung.
3. ↑  Hartley wurde wegen eines Getriebewechsels um fünf Startplätze nach hinten versetzt und startete wegen der Verwendung neuer Antriebsteile vom Ende der Startaufstellung.
4. ↑  Verstappen wurde wegen eines Getriebewechsels um fünf Startplätze nach hinten versetzt.

### Rennen
| Pos. | Fahrer            | Konstrukteur              | Runden | Stopps | Zeit        | Start | Schnellste Runde |
| ---- | ----------------- | ------------------------- | ------ | ------ | ----------- | ----- | ---------------- |
| 01   | Kimi Räikkönen    | Ferrari                   | 56     | 1      | 1:34:18,643 | 02    | 1:38,482 (45.)   |
| 02   | Max Verstappen    | Red Bull Racing-TAG Heuer | 56     | 1      | + 1,281     | 18    | 1:38,246 (45.)   |
| 03   | Lewis Hamilton    | Mercedes                  | 56     | 2      | + 2,342     | 01    | 1:37,392 (40.)   |
| 04   | Sebastian Vettel  | Ferrari                   | 56     | 1      | + 18,222    | 05    | 1:38,280 (41.)   |
| 05   | Valtteri Bottas   | Mercedes                  | 56     | 1      | + 27,744    | 03    | 1:38,470 (46.)   |
| 06   | Nico Hülkenberg   | Renault                   | 56     | 1      | + 1:27,210  | 07    | 1:39,548 (51.)   |
| 07   | Carlos Sainz jr.  | Renault                   | 56     | 1      | + 1:34,994  | 11    | 1:39,858 (45.)   |
| 08   | Sergio Pérez      | Force India-Mercedes      | 56     | 1      | + 1:41,080  | 10    | 1:39,569 (36.)   |
| 09   | Brendon Hartley   | Scuderia Toro Rosso-Honda | 55     | 1      | + 1 Runde   | 20    | 1:39,915 (52.)   |
| 10   | Marcus Ericsson   | Sauber-Ferrari            | 55     | 1      | + 1 Runde   | 16    | 1:40,098 (33.)   |
| 11   | Stoffel Vandoorne | McLaren-Renault           | 55     | 2      | + 1 Runde   | 17    | 1:39,240 (42.)   |
| 12   | Pierre Gasly      | Scuderia Toro Rosso-Honda | 55     | 2      | + 1 Runde   | 19    | 1:39,646 (38.)   |
| 13   | Sergei Sirotkin   | Williams-Mercedes         | 55     | 2      | + 1 Runde   | 14    | 1:40,522 (12.)   |
| 14   | Lance Stroll      | Williams-Mercedes         | 54     | 3      | + 1 Runde   | 15    | 1:40,433 (49.)   |
| –    | Charles Leclerc   | Sauber-Ferrari            | 31     | 1      | DNF         | 09    | 1:41,982 (12.)   |
| –    | Daniel Ricciardo  | Red Bull Racing-TAG Heuer | 8      | 0      | DNF         | 04    | 1:40,933 (05.)   |
| –    | Romain Grosjean   | Haas-Ferrari              | 2      | 1      | DNF         | 08    | –                |
| –    | Fernando Alonso   | McLaren-Renault           | 1      | 0      | DNF         | 13    | –                |
| DSQ  | Esteban Ocon      | Force India-Mercedes      | 56     | 1      | + 1:39,288  | 06    | 1:39,992 (45.)   |
| DSQ  | Kevin Magnussen   | Haas-Ferrari              | 56     | 1      | + 1:40,657  | 12    | 1:38,963 (32.)   |

Anmerkungen
1. ↑  Ocon wurde wegen einer Überschreitung des Kraftstoffflussgrenzwertes in der ersten Runde nachträglich disqualifiziert.
2. ↑  Magnussen wurde wegen des Verbrauches von mehr als 105 Kilogramm Kraftstoff während des Rennens nachträglich disqualifiziert.

## WM-Stände nach dem Rennen
Die ersten zehn des Rennens bekamen 25, 18, 15, 12, 10, 8, 6, 4, 2 bzw. 1 Punkt(e).

### Fahrerwertung
| Pos. | Fahrer           | Konstrukteur              | Punkte |
| ---- | ---------------- | ------------------------- | ------ |
| 01   | Lewis Hamilton   | Mercedes                  | 346    |
| 02   | Sebastian Vettel | Ferrari                   | 276    |
| 03   | Kimi Räikkönen   | Ferrari                   | 221    |
| 04   | Valtteri Bottas  | Mercedes                  | 217    |
| 05   | Max Verstappen   | Red Bull Racing-TAG Heuer | 191    |
| 06   | Daniel Ricciardo | Red Bull Racing-TAG Heuer | 146    |
| 07   | Nico Hülkenberg  | Renault                   | 61     |
| 08   | Sergio Pérez     | Force India-Mercedes      | 57     |
| 09   | Kevin Magnussen  | Haas-Ferrari              | 53     |
| 10   | Fernando Alonso  | McLaren-Renault           | 50     |

| Pos. | Fahrer            | Konstrukteur              | Punkte |
| ---- | ----------------- | ------------------------- | ------ |
| 11   | Esteban Ocon      | Force India-Mercedes      | 49     |
| 12   | Carlos Sainz jr.  | Renault                   | 45     |
| 13   | Romain Grosjean   | Haas-Ferrari              | 31     |
| 14   | Pierre Gasly      | Scuderia Toro Rosso-Honda | 28     |
| 15   | Charles Leclerc   | Sauber-Ferrari            | 21     |
| 16   | Stoffel Vandoorne | McLaren-Renault           | 8      |
| 17   | Marcus Ericsson   | Sauber-Ferrari            | 7      |
| 18   | Lance Stroll      | Williams-Mercedes         | 6      |
| 19   | Brendon Hartley   | Scuderia Toro Rosso-Honda | 4      |
| 20   | Sergei Sirotkin   | Williams-Mercedes         | 1      |

### Konstrukteurswertung
| Pos. | Konstrukteur              | Punkte |
| ---- | ------------------------- | ------ |
| 1    | Mercedes                  | 563    |
| 2    | Ferrari                   | 497    |
| 3    | Red Bull Racing-TAG Heuer | 337    |
| 4    | Renault                   | 106    |
| 5    | Haas-Ferrari              | 84     |

| Pos. | Konstrukteur              | Punkte |
| ---- | ------------------------- | ------ |
| 06   | McLaren-Renault           | 58     |
| 07   | Force India-Mercedes      | 47     |
| 08   | Scuderia Toro Rosso-Honda | 32     |
| 09   | Sauber-Ferrari            | 28     |
| 10   | Williams-Mercedes         | 7      |